# Zialonaja Słabada
Zialonaja Słabada (biał. Зялёная Слабада; ros. Зелёная Слобода) – wieś na Białorusi, w obwodzie mohylewskim, w rejonie mohylewskim, w sielsowiecie Wiendaraż.